# Descriptiones plantarum novarum rariorumque
Descriptiones plantarum novarum rariorumque (abreviado Descr. Pl. Nov. Rar. Fedtsch.) es un libro con ilustraciones y descripciones botánicas que fue escrito por el jardinero y botánico alemán Eduard August von Regel y publicado en el año 1882 con el nombre de Descriptiones plantarum novarum rariorumque a cl. Olga Fedtschenko in Turkestania nec non in Kokania lectarum auctore E.Regel.